# Christos Kostis
Christos Kostis (Thessaloniki, 15 januari 1972) is een voormalig Grieks voetballer.

## Clubcarrière
Kostis begon zijn carrière bij Iraklis FC, waar hij op zeventienjarige leeftijd zijn debuut maakte in het eerste elftal. Kostis werd clubtopscorer en maakte in 1993 zijn debuut als international. Kostis vertrok in 1994 naar AEK Athene, waarmee hij twee keer de Griekse voetbalbeker en eenmaal de Griekse supercup won. Op 23 oktober 1996 liep hij een blessure op nadat hij in een wedstrijd om de Europacup II tegen Sturm Graz in contact kwam met doelman Kazimierz Sidorczuk. Ondanks die blessure maakte hij in de zomer van 1998 de overstap naar RSC Anderlecht.
Kostis herstelde echter nooit echt en kwam geen enkele keer in actie in het eerste elftal van Anderlecht. In 2000 keerde hij terug naar AEK Athene, maar ook daar raakte hij nog maar aan een handvol wedstrijden. In 2005 ging hij aan de slag bij de Cypriotische tweedeklasser Alki Larnaca. In 2007 sloot hij op 35-jarige leeftijd zijn carrière af bij Ajax Cape Town.

## Interlandcarrière
Kostis maakte op 10 maart 1993 zijn debuut in het Grieks voetbalelftal. Hij speelde vijftien interlands voor Griekenland, waarin hij vier keer scoorde.

## Erelijst
AEK Athene
- Griekse supercup

1996
- Griekse voetbalbeker

1996, 1997, 2002